# Wydra (herb szlachecki)

Herb Wydra vel Rybiński

Herb Rybiński odmienny

Wydra (Rybinski, Rybiński, Otterfeld-Rybiński) – kaszubski herb szlachecki.

## Opis herbu
Herb znany w przynajmniej dwóch wariantach. Opisy z wykorzystaniem klasycznych zasad blazonowania:
Wydra (Rybinski, Rybiński, Otterfeld-Rybiński): W polu czerwonym wydra naturalna, trzymająca rybę srebrną w pysku, stojąca na ostrzewiu naturalnym w pas. Klejnot: nad hełmem w koronie dwie róże czerwone na łodygach zielonych, ulistnionych (po dwa listki na stronę), w wachlarz. Labry błękitne, podbite złotem.
Rybiński odmienny: W polu wydra stojąca na ostrzewiu w pas. Klejnot: nad hełmem bez korony dwa drzewce z gwiazdami na końcach. Labry. Barwy nieznane.

## Najwcześniejsze wzmianki
Herb w wersji podstawowej wzmiankowany m.in. przez Nowego Siebmachera (Der Adel des Königreichs Preußen, 1906, jako Rybinski II), Ledebura (Adelslexikon der preussichen Monarchie von..., 1856, jako Rybinski III), Żernickiego (Der polnische Adel, 1900, jako Otterfeld i Rybiński, Die polnischen Stamwappen, 1904) i Winckler (Die nationalitaten Pomerellens, 1869). Wariant odmienny pochodzi z pieczęci odciśniętej na dokumentach z 1684 i 1686 roku należącej do Ernesta Rybińskiego, ławnika puckiego.

## Rodzina Rybińskich
Kaszubska szlachta wywodząca się ze wsi Rybno. Pierwsza wzmianka o członkach rodu pochodzi z 1570 (Bartholomaeus, Petrus, Martinus, Franciscus Ribinski). Członkowie rodu piastowali pomniejsze urzędy oraz służyli w wojsku. Wymienić można tutaj następujących rodowców:
- Jan Rybiński (zm. 1628), rotmistrz wojsk koronnych, poległy w walkach ze Szwedami,
- Jerzy Rybiński (zm. ok. 1716), ławnik ziemski pucki (1679-1700), sędzia ziemski pucki,
- Syn poprzedniego, Jakub Zygmunt Rybiński (ok 1670-1724 lub 1725), poseł na sejm elekcyjny 1697 i 1699, dowódca wojskowy i komisarz ekonomii malborskiej (od 1703), podkomorzy chełmiński (od 1705), dobry organizator i dowódca, generał artylerii koronnej (od 1712), wojewoda chełmiński (od 1714),
- Brat poprzedniego, Zygmunt (Jan) Adolf (zm. 1746), generał artylerii koronnej (od 1735),
- Ernest Rybiński, ławnik pucki (1713-18),
- Franz Rybiński, dzierżawca starostwa lipieńskiego w ziemi chełmińskiej, składał hołd królowi pruskiemu 1772,
- Teodor Rybiński, porucznik w pruskim Pułku Huzarów von Hanstein.

Rybińskich wymieniano jako właścicieli działów w innych wioskach, oprócz gniazdowej. Były to: Częstkowo, Kocborowo, Płachty, Podjazy, Nowy Wiec, Obory. Rodzina używała przydomków, które odnotowano w latach 1616 (Paweł Rybka Rybiński), 1620 (Jerzy Szuba Rybiński).
Herb Rybińskich przypomina nieco herb Łętowskich, którzy pochodzić mają z kolei od Kunostowiczów. Być może zatem Rybińscy również od niej pochodzą i są z Łętowskimi spokrewnieni. W herbarzach Uruskiego oraz Niesieckiego (dopisek Bobrowicza), mylnie przypisano Jakubowi Zygmuntowi synów: Jacka Józefa i Łukasza Tadeusza, którzy wywodzili się z innej rodziny Rybińskich herbu Radwan. Rodzina ta wywodziła się z Mazowsza i osiadła w kijowskiem.

## Herbowni
Rybiński (Ribinski, Rybienski, Rybiensky, Rybinski). Rodzina używała także przydomków: Rybka, Szuba, Otterfeld.
Przydomek Otterfeld pochodzi zapewne od herbu (niem. Otter = wydra, feld = pole). Za jego sprawą powstała teoria, że Rybińscy to niemiecka rodzina pierwotnie nazwiska Otterfeld, która przyjęła następnie polskie nazwisko odmiejscowe Rybiński od posiadanej wioski. Teoria ta nie znajduje potwierdzenia, przydomek Otterfeld znany jest dopiero od XIX wieku.